# 艾丕善
艾丕善（1943年—2006年），陕西省米脂县人，中华人民共和国政府官员。

## 生平
1968年，毕业于西北政法学院，随后在陕西省延安县工作，历任延安地区公安处政保科、秘书科副科长、延安地委委员、政法委书记。1985年，升任陕西省公安厅副厅长、厅长。陕西武警总队政委。1997年，任中共陕西省委副书记。2003年，起用为陕西省政协主席。2006年去世。